# Hè Hè
Hè Hè is het zesde album van de Belgische zanger Jan De Wilde uit 1990.

## Tracklist
1. Naakte man
2. Hè hè
3. De fanfare van honger en dorst
4. Een vrolijk lentelied (1990 versie)
5. Eerste sneeuw
6. De verdwenen karavaan
7. Pik het en slik
8. Walter, ballade van een goudvis (1990 versie)
9. Hier in Aaigem
10. Spoor van vernieling
11. Golden retriever
12. Schapen tellen

## Meewerkende muzikanten
- Producer:
  - Henny Vrienten
- Muzikanten:
  - Jan De Wilde (luit, zang)
  - Boudewijn de Groot (akoestische gitaar, backing vocals)
  - Wigbert Van Lierde (akoestische gitaar)
  - Henny Vrienten (akoestische gitaar, backing vocals, basgitaar, tamboerijn)
  - Jan Kooper (saxofoon)
  - Jan Pijnenburg (drums, percussie)
  - Joost Belinfante (harmonica, ocarina, percussie, rammelaar, rasp, trombone, viool)
  - Fay Lovsky (backing vocals, klokkenspel, percussie, xylofoon)
  - Harry Sacksioni (akoestische gitaar, elektrische gitaar, slidegitaar)
  - Herman De Rycke (contrabas)
  - Hubert H.J. Mathijsen (altviool, viool)
  - Jakob Klaasse (accordeon, elektronisch orgel, klavier, piano, synthesizer)
  - Jan De Hont (akoestische gitaar, elektrische gitaar)
  - Lex Van Wel (blazerssectie)
  - Norbert Sollewijn Gelpke (basgitaar, contrabas, fretloze basgitaar)
  - Ruud Breuls (blazerssectie)
  - Stanley E. Van Wel (blazerssectie)